# Polybrachia romanovi
Polybrachia romanovi är en ringmaskart som beskrevs av Smirnov 2005. Polybrachia romanovi ingår i släktet Polybrachia och familjen skäggmaskar.
Artens utbredningsområde är Södra Ishavet. Inga underarter finns listade i Catalogue of Life.